# Candlemass (album)
Candlemass è l'ottavo album in studio dei Candlemass, pubblicato il 3 maggio 2005. Della canzone d'apertura "Black Dwarf" è stato realizzato un video.

## Tracce
1. Black Dwarf – 5:43
2. Seven Silver Keys – 4:59
3. Assassin of the Light – 6:29
4. Copernicus – 7:17
5. The Man Who Fell From the Sky – 3:26
6. Witches – 6:22
7. Born in a Tank – 4:56
8. Spellbreaker – 7:02
9. The Day And the Night – 8:52
10. Mars and Volcanos (Bonus track on digipak and double vinyl) – 3:23

## Formazione

### Gruppo
- Messiah Marcolin - voce
- Mats Mappe Björkman - chitarra
- Lars Johansson - chitarra
- Leif Edling - basso
- Jan Lindh - batteria

### Altri musicisti
- Carl Westholm - tastiere